# The Real World
The Real World è un reality show di MTV prodotto da Mary-Ellis Bunim and Jonathan Murray e diretto da George Verschoor. Trasmesso per la prima volta nel 1992, è stato uno dei primissimi reality show a diventare famoso in tutto il mondo, e continua ad esserlo nella storia di MTV.
Fino ad ora lo show è arrivato alla 26ª edizione e continua a non fermarsi (è stato attualmente rinnovato fino alla 28ª stagione). MTV Italia ha trasmesso solamente la dodicesima e la ventesima stagione, ambientate rispettivamente a Las Vegas e a Hollywood.

## Regolamento
Il programma si concentra sulle vite di sette perfetti estranei (in alcune stagioni sono otto i partecipanti) che si trovano a vivere in una casa insieme per diversi mesi, mentre le telecamere riprendono i loro rapporti interpersonali, con lo show che cambia città ogni stagione. Le riprese del tempo passato insieme dai ragazzi è montato in episodi di mezz'ora (fino al 2008) e in episodi di un'ora (dal 2008 in poi). Il concept dello show viene spiegato brevemente nella frase di apertura di ogni puntata:
"This is the true story, of seven strangers, picked to live in a house, work together and have their lives taped, to find out what happens, when people stop being polite, and start getting real. The Real World."
"Questa è la vera storia, di sette estranei, messi a vivere in una casa, a lavorare insieme e ripresi dalle telecamere, per scoprire cosa succede quando le persone smettono di essere educate ed iniziano ad essere vere. The Real World."

## Edizioni
- 1. The Real World: New York (1992)
- 2. The Real World: Los Angeles (1993)
- 3. The Real World: San Francisco (1994)
- 4. The Real World: London (1995)
- 5. The Real World: Miami (1996)
- 6. The Real World: Boston (1997)
- 7. The Real World: Seattle (1998)
- 8. The Real World: Hawaii (1999)
- 9. The Real World: New Orleans (2000)
- 10. The Real World: Back to New York (2001)
- 11. The Real World: Chicago (2002)
- 12. The Real World: Las Vegas (2002)
- 13. The Real World: Paris (2003)
- 14. The Real World: San Diego (2004)
- 15. The Real World: Philadelphia (2004)
- 16. The Real World: Austin (2005)
- 17. The Real World: Key West (2006)
- 18. The Real World: Denver (2006)
- 19. The Real World: Sydney (2007 - 2008)
- 20. The Real World: Hollywood (2008)
- 21. The Real World: Brooklyn (2008 - 2009)
- 22. The Real World: Cancun (2009)
- 23. The Real World: Washington D.C. (2009 - 2010)
- 24. The Real World: New Orleans (2010)
- 25. The Real World: Las Vegas (2011)
- 26. The Real World: San Diego (2011)
- 27. The Real World: St. Thomas (2012)
- 28. The Real World: Portland (2013)
- 29. The Real World: Ex-Plosion (2014)
- 30. The Real World: Skeletons (2014 - 2015)
- 31. The Real World: Go Big or Go Home (2016)
- 32. The Real World Seattle: Bad Blood (2016 - 2017)

| Stagione | Location             | 1                         | 2                    | 3                          | 4                    | 5                               | 6                     | 7                  | 8              | 9                |
| -------- | -------------------- | ------------------------- | -------------------- | -------------------------- | -------------------- | ------------------------------- | --------------------- | ------------------ | -------------- | ---------------- |
| 1        | New York, NY         | Becky Blasband            | Andre Comeau         | Heather Gardner            | Julie Gentry         | Norman Korpi                    | Eric Nies             | Kevin Powell       |                |                  |
| 2        | Los Angeles, CA      | Aaron Bailey              | Irene Berrera-Kearns | Beth Anthony               | Jon Brennan          | David Edwards                   | Glen Naessens         | Dominic Griffin    | Tami Roman     | Beth Stolarczyk  |
| 3        | San Francisco, CA    | Mohammed Bilal            | Rachel Campos        | Pam Ling                   | Cory Murphy          | David "Puck" Rainey             | Jo Rhodes             | Judd Winick        | Pedro Zamora   |                  |
| 4        | Londra, England, UK  | Jacinda Barrett           | Neil Forrester       | Jay Frank                  | Sharon Gitau         | Mike Johnson                    | Kat Ogden             | Lars Schlichting   |                |                  |
| 5        | Miami, FL            | Flora Alekseyeun          | Sarah Becker         | Mike Lambert               | Melissa Padrón       | Joe Patane                      | Dan Renzi             | Cynthia Roberts    |                |                  |
| 6        | Boston, MA           | Jason Cornwell            | Sean Duffy           | Montana McGlynn            | Genesis Moss         | Kameelah Phillips               | Elka Walker           | Syrus Yarbrough    |                |                  |
| 7        | Seattle, WA          | Nathan Blackburn          | Lindsay Brien        | David Burns                | Janet Choi           | Rebecca Lord                    | Irene McGee           | Stephen Williams   |                |                  |
| 8        | Hawaii, HI           | Ruthie Alcaide            | Amaya Brecher        | Margaret Emily "Kaia" Beck | Justin Deabler       | Tecumseh "Teck" Holmes, III     | Colin Mortensen       | Matt Simon         |                |                  |
| 9        | New Orleans, LA      | David Broom               | Melissa Howard       | Kelley Limp                | Jamie Murray         | Danny Roberts                   | Matt Smith            | Julie Stoffer      |                |                  |
| 10       | Back to New York, NY | Rachel Braband            | Malik Cooper         | Kevin Dunn                 | Nicole Jackson       | Mike Mizanin                    | Coral Smith           | Lori Trespicio     |                |                  |
| 11       | Chicago, IL          | Chris Beckman             | Kyle Brandt          | Tonya Cooley               | Aneesa Ferreira      | Keri Evans                      | Theo Gantt III        | Cara Kahn          |                |                  |
| 12       | Las Vegas, NV        | Trishelle Cannatella      | Arissa Hill          | Steven Hill                | Frank Roessler       | Brynn Smith                     | Irulan Wilson         | Alton Williams     |                |                  |
| 13       | Parigi, Francia      | Clyde Daryn "Ace" Amerson | Leah Gillingwater    | Adam King                  | Simon Sherry-Wood    | Mallory Snyder                  | Chris "CT" Tamburello | Christina Trainor  |                |                  |
| 14       | San Diego, CA        | Frankie Abernathy         | Charlie Dordevich    | Randy Barry                | Jamie Chung          | Cameran Eubanks                 | Brad Fiorenza         | Robin Hibbard      | Jacquese Smith |                  |
| 15       | Filadelfia, PA       | Shavonda Bilingslea       | Karamo Brown         | Sarah Burke                | M.J. Garrett         | William Hernandez               | Landon Lueck          | Melanie Silcott    |                |                  |
| 16       | Austin, TX           | Wes Bergmann              | Johanna Botta        | Lacey Buehler              | Nehemiah Clark       | Danny Jamieson                  | Rachel Moyal          | Melinda Stolp      |                |                  |
| 17       | Key West, FL         | Janelle Casanave          | John Devenanzio      | Tyler Duckworth            | Zach Mann            | Paula Meronek                   | Svetlana Shusterman   | Jose Tapia         |                |                  |
| 18       | Denver, CO           | Alex Smith                | Steve Nichols        | Brooke LaBarbara           | Colie Edison         | Davis Mallory                   | Jennifer Grijalva     | Ty Kent            |                |                  |
| 19       | Sydney, Australia    | Cohutta Lee Grindstaff    | Dunbar Flinn         | Isaac Stout                | Kelly Anne Judd      | Parisa Montazaran               | Shauvon Torres        | Trisha Cummings    | Ashli Robson   |                  |
| 20       | Hollywood, CA        | Joey Kovar                | Kimberly Alexander   | William Gilbert            | David Malinosky      | Sarah Ralston                   | Brianna Taylor        | Greg Halstead      | Nick Brown     | Brittini Sherrod |
| 21       | Brooklyn, NY         | Chet Cannon               | Ryan Conklin         | Katelynn Cusanelli         | Scott Herman         | J.D. Ordonez                    | Sarah Rice            | Devyn Simone       | Baya Voce      |                  |
| 22       | Cancún, Messico      | Ayiiia Elizarraras        | Bronne Bruzgo        | Christian "CJ" Koegel      | Derek Chavez         | Emilee Fitzpatrick              | Jasmine Reynaud       | Joey Rozmus        | Jonna Mannion  |                  |
| 23       | Washington, DC       | Andrew Stephen Woods      | Ashley Lindley       | Callie Marie Walker        | Emily Norine Schromm | Erika Lauren Wasilewski         | Josh Colon            | Mike Manning       | Ty Ruff        |                  |
| 24       | New Orleans, LA      | Ashlee Feldman            | Eric Patrick         | Jemmye Carroll             | McKenzie Coburn      | Preston O'Neil Roberson-Charles | Ryan Knight           | Ryan Leslie        | Sahar Dika     |                  |
| 25       | Las Vegas, NV        | Adam Royer                | Dustin Zito          | Heather Cooke              | Heather Marter       | Leroy Garrett                   | Michael Ross          | Nany Gonàlez       | Naomi Defensor |                  |
| 26       | San Diego, CA        | Alexandra Govere          | Ashley Kelsey        | Frank Sweeney              | Nate Stodghill       | Priscilla Mendez                | Samantha McGinn       | Zach Nichols       |                |                  |
| 27       | Charlotte Amalie     | Robb Schreiber            | Marie Roda           | Brandon Kane               | LaToya Jackson       | Trey Weatherholtz III           | Brandon Swift         | Laura Waller       |                |                  |
| 28       | Portland, OR         | Anastasia Miller          | Averey Tressler      | Jessica McCain             | Johnny Reilly        | Joi Niemeyer                    | Jordan Wiseley        | Marlon Williams    | Nia Moore      | Daisy            |
| 29       | San Francisco, CA    | Arielle Scott             | Ashley Mitchell      | Cory Wharton               | Jamie Larson         | Jay Mitchell                    | Jenny Delich          | Thomas Buell       |                |                  |
| 30       | Chicago, IL          | Bruno Bettencourt         | Jason Hill           | Madison Walls              | Nicole Zanatta       | Sylvia Elsrode                  | Tony Raines           | Violetta Millerman |                |                  |
| 31       | Las Vegas, NV        | CeeJai Jenkins            | Chris Ammon Hall     | Dean Bart-Plange           | Dione Mariani        | Jenna Thomason                  | Kailah Casillas       | Sabrina Kennedy    | Dylan Moore    |                  |
| 32       | Seattle, WA          | Anika Rashaun             | Jordan Anderson      | Katrina Stack              | Mike Crescenzo       | Robbie Padovano                 | Theo King-Bradley     | Tyara Hooks        |                |                  |

Della serie Las Vegas è stato girato anche un seguito, andato in onda nel 2007, chiamato Reunited: Las Vegas.

## Road Rules
Il primo spin-off realizzato della serie è stato "Road Rules", dedicata, oltre che alla convivenza in casa, anche alle sfide più estreme.
Edizioni:
- 1. USA - The First Adventure (1995)
- 2. USA - The Second Adventure (1996)
- 3. Europe (1997)
- 4. Islands (1997)
- 5. Northern Trail (1998)
- 6. Down Under (1998)
- 7. Latin America (1999)
- 8. Semester At Sea (1999)
- 9. Maximum Velicity Tour (2000)
- 10. The Quest (2001)
- 11. Campus Crawl (2002)
- 12. South Pacific (2003)
- 13. X-Treme (2004)
- 14. Viewers' Revenge (2007)

In Italia è andata in onda solo la stagione X-Treme.

## The Challenge
Il secondo spin-off realizzato è The Challenge (precedentemente conosciuto con il nome di Real World/Road Rules Challenge), serie nelle quali vengono ripescati concorrenti delle varie edizioni di The Real World, Road Rules e Fresh Meat per vivere insieme nuove sfide ed emozioni.
Edizioni:
- 1. Road Rules: All Stars (1998)
- 2. Challenge (1999)
- 3. Challenge 2000 (2000)
- 4. Extreme Challenge (2001)
- 5. Battle Of The Seasons (2002)
- 6. Battle Of The Sexes (2003)
- 7. The Gauntlet (2003 - 2004)
- 8. The Inferno (2004)
- 9. Battle Of The Sexes 2 (2004 - 2005)
- 10. The Inferno II (2005)
- 11. The Gauntlet II (2005 - 2006)
- 12. Fresh Meat (2006)
- 13. The Duel (2006 - 2007)
- 14. The Inferno III (2007)
- 15. The Gauntlet III (2008)
- 16. The Island (2008)
- 17. The Duel 2 (2009)
- 18. The Ruins (2009)
- 19. Fresh Meat II (2010)
- 20. Cutthroat (2010)
- 21. Rivals (2011)
- 22. Battle of the Exes (2012)
- 23. Battle of the Seasons (2012)
- 24. Rivals II (2013)
- 25. Free Agents (2014)
- 26. Battle of the Exes II (2015)
- 27. Battle of the Bloodlines (2015 - 2016)
- 28. Rivals III (2016)
- 29. Invasion of the Champions (2017)
- 30. XXX: Dirty 30 (2017)
- 31. Vendettas (2018)
- 32. Final Reckoning (2018)

MTV Italia ha mandato in onda solo le stagioni: Battle Of The Sexes 2 e Fresh Meat.